# Colilodion
Tribu
Genre
Colilodion, unique représentant de la tribu des Colilodionini, est un genre de coléoptères de la famille des Staphylinidae, regroupant huit espèces d'Asie du Sud-Est.

## Écologie
Les espèces de la super-tribu des Clavigeritae, dont celles du genre Colilodion, sont présumées myrmécophiles en raison de la présence de trichomes exsudant des phéromones apaisantes favorisant leur adoption par les fourmis,.

## Systématique
Le placement systématique exact de ce genre reste incertain : seul membre de la tribu des Colilodionini, il présente certains caractères le rapprochant des Clavigeritae, où il est placé par Claude Besuchet en 1991, et d'autres se rapportant aux Pselaphitae,. Neuf espèces sont décrites, :
- Colilodion colongi Hlaváč, Vondráček & Mohagan, 2018
- Colilodion concinnus Besuchet, 1991
- Colilodion incredibilis Besuchet, 1991
- Colilodion inopinatus Besuchet, 1991
- Colilodion mirus Besuchet, 1991
- Colilodion schulzi Yin & Cuccodoro, 2016
- Colilodion tetramerus Löbl, 1998
- Colilodion thienmu Nomura & Sugaya, 2007
- Colilodion wuesti Löbl, 1994